# Штёфлер, Иоганн
Иоганн Штёфлер (нем. Johannes Stöffler, встречаются варианты Stöfler, Stoffler, Stoeffler, 1452—1531) — немецкий математик, астроном, астролог, священник и создатель астрономических инструментов.

## Биография
Родился в Юстингене близ Блаубойрена, получил начальное образование в монастырской школе Блаубойрена, после чего в 1472 поступил в университет в Ингольштадте, где получил степень бакалавра в 1473 и магистра в 1476. После завершения образования он получил приход в Юстингене и наряду с исполнением обязанностей священника, активно занимался астрономией, астрологией и изготовлением астрономических инструментов. Вёл переписку со многими гуманистами, в частности, с И. Рейхлином, для которого сочинял гороскопы.
В 1499 предсказал, что 20 февраля 1524 Землю постигнет всемирный потоп.
В 1507, по приглашению герцога Вюттембергского Ульриха I Штёфлер возглавил кафедру математики и астрономии в Тюбингенском университете, где успешно преподавал много лет и в 1522 был назначен ректором университета. В числе наиболее известных его студентов были Ф.Меланхтон и С. Мюнстер.
Скончался в 1531 от чумы. Похоронен в Тюбингене.
Среди работ Штёфлера наиболее известны:
- 1493 — Астрономический глобус для епископа Констанца. Этот глобус в настоящее время хранится в национальном музее в Нюрнберге.
- 1496 — Астрономические часы для собора в Констанце.
- 1498 — Астрономический глобус для епископа Вормса
- 1499 — Астрономический альманах (Almanach nova plurimis annis venturis inserentia), опубликованный им совместно с астрономом Якобом Пфлаумом из Ульма. Книга переиздавалась 13 раз до 1551 и сыграла большую роль в астрономии эпохи Возрождения.
- 1512 — Руководство об изготовлении и использовании астролябии (Elucidatio fabricae ususque astrolabii), которое выдержало 16 изданий до 1620
- 1514 — Астрономические таблицы (Tabulae astronomicae).
- 1521 — предложение реформы календаря, которое легло в основу Григорианского календаря.

В честь Штёфлера назван кратер на Луне.